# Supervillain
Supervillain – czwarty singiel amerykańskiej piosenkarki Nicole Scherzinger z jej solowej płyty Her Name Is Nicole. Piosenka miała być trzecim singlem jednak później okazało się, że będzie nim Puakenikeni. Utwór został wydany na iTunes 13 listopada 2007 r. Piosenka została napisana przez Timothiego i Therona Thomasa a wykonywana wspólnie z Mad Scientist.